# 上田繁
上田繁，是日本男性動畫導演。

## 概要
STUDIO DEEN攝影部門「組」出身，現以電視動畫演出為主，名字常誤認成同業（上田茂）的本名，實兩者不同人。
OVA《閃亂神樂 夏日對決 -盡是些泳裝的前夜祭-》為初監督作品。

## 参與作品

### 攝影
- 六門天外（2000年）
- 萬有引力（2000年）
- 頭文字D Third Stage（2001年）
- 逮捕令 第2季（2001年）
- 幻影天使（2001年）
- 可可蘿圖書館（2001年）
- 聖石小子（2001年）
- 盜賊王JING（2002年）
- 尋找滿月 可愛可愛大冒險（2002年）
- 鬼眼狂刀（2002年）
- 轟炸超人（2002年）
- 閃靈二人組（2002年）
- 魔偵探洛基（2003年）
- 闇與帽子與書的旅人（2003年）
- 真實夢境（2004年）
- 瑪莉亞的凝望系列（2004）
  - 瑪莉亞的凝望
  - 瑪莉亞的凝望 〜春〜

### 演出
- 抓鬼天狗幫（2004年）
- 極上生徒会（2005年）
- 宇宙戰艦戰士（2005年）
- 不可思議星球的雙胞胎公主（2005年）
- 我們的仙境（2005年）
- 植木的法則（2005年）
- 灼眼的夏娜系列
  - 灼眼的夏娜（2005年）
  - 灼眼的夏娜II（2007年）
- 零之使魔（2006年）
- 機神咆吼DEMONBANE（2006年：特典DVD「OUROBOROS RONDO」分鏡、演出）
- Ghost Hunt（2006年）
- 蜂蜜幸運草II（2006年）
- 交響情人夢系列
  - 交響情人夢（2007年）
  - 交響情人夢 巴黎篇（2008年：分鏡、演出）
- 天翔少女（2007年）
- 土豆蛋黃醬（2007年）
- 精靈守護者（2007年）
- 死後文（2008年）
- 迷宮塔 ～烏魯克之盾～（2008年）
- 魔法禁書目錄（2008年）
- 隱王（2008年）
- 神曲奏界（2009年（第2季））
- 香格里拉（2009年）
- 旋風管家 第2季（2009年）
- 鋼之鍊金術師 FULLMETAL ALCHEMIST（2009年）
- 乃木坂春香的秘密 Purezza♪（2009年）
- 聖痕鍊金士系列
  - 聖痕鍊金士（2010年）
  - 聖痕鍊金士II（2011年）
- BLEACH（2010年：破面·滅亡篇）
- B型H系（2010年）
- 緣之空（2010年）
- 肯普法 為了愛（2011年：SP2（第14話））
- 亞斯塔蘿黛的後宮玩具（2011年）
- 魔乳秘劍帖（2011年）
- 謎樣女友X（2012年）
- 女王之刃 叛亂（2012年）
- 宇宙兄弟（2012-2013年：分鏡、演出）
- 織田信奈的野望（2012年）
- 斷裁分離的罪惡之剪（2013年）
- 歸宅部活動記錄（2013年）
- Fantasista Doll（2013年）
- 魔鬼戀人（2013年）
- 如果折斷她的旗（2014年：副監督、分鏡、演出）
- 少年好萊塢 -HOLLY STAGE FOR 49-（2014年）
- 6HP（2016年）
- ロード オブ ヴァーミリオン 紅蓮の王(2018年：分鏡、演出)
- なむあみだ仏っ!-蓮台 UTENA-(2019年：分鏡、演出)
- WAVE!!〜サーフィンやっぺ!!〜(2021年：分鏡、演出)
- アルスの巨獣（2023年：絵コンテ、演出）
- おとなりに銀河（2023年：絵コンテ、演出）
- B-PROJECT 3期（2023年：演出）

### 導演
- 閃亂神樂 夏日對決 -盡是些泳裝的前夜祭-（2015年；OVA）
- 童話魔法使 （メルヘン・メドヘン，2017年；僅擔任前十話導演）
- 剧偶像 （ゲキドル，2021年）
- 桃子男孩渡海而來（ピーチボーイリバーサイド，2021年）
- 少女前線 （ドールズフロントライン，2022年）

### 其他
- 我家也有外星人（2000年：上色）